# De laude Pampilone

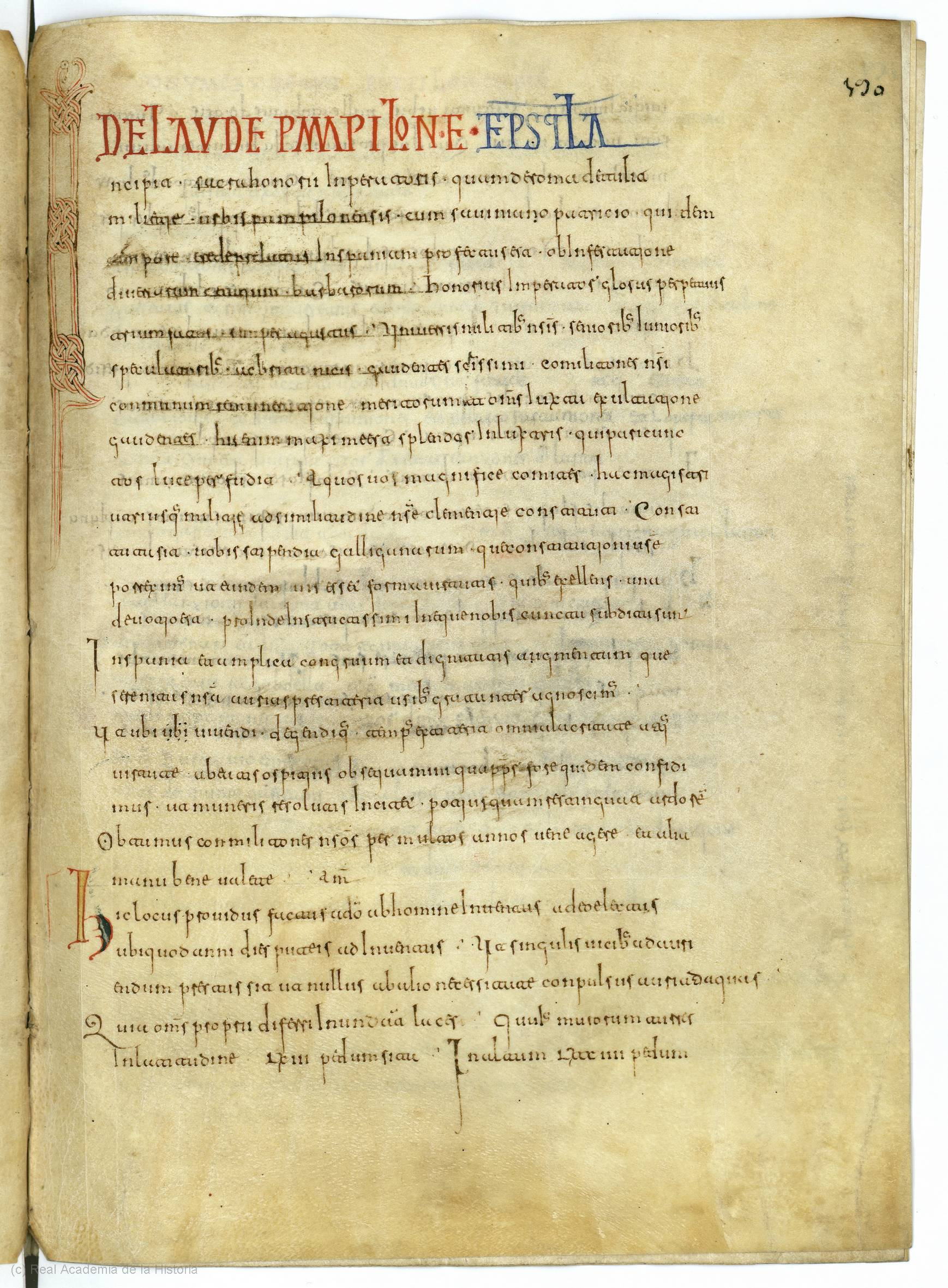
De laude Pampilone (c. 990) del Códice de Roda, f. 190r (Biblioteca de la Real Academia de la Historia, ms. 78)

De laude Pampilone, o De laude Pampilone Epistola, (en español, Elogio de Pamplona) son dos documentos aunados e interpolados dentro del Códice de Roda, un manuscrito de antes de 992 que incluye también las llamadas Genealogías de Roda y la Historia de Orosio entre otros textos. Ocupan un folio (190 recto y verso) del mencionado códice conservado en la Biblioteca de la Real Academia de la Historia (cód. 78) y su nombre responde al encabezamiento en letras capitales: De Laude Pampilone Epistola. 
En rigor se trata de una loa de Pamplona, de mediados del siglo VI, precedida por una carta del emperador Honorio dirigida a la guarnición de Pamplona de comienzos del siglo V. Esta alabanza es un testimonio escrito conservado describe someramente la ciudad de Pamplona (Navarra) durante la época del reinado visigodo de Hispania como una ciudad cristiana y su territorio.

## Contexto histórico: carta de Honorio
Por la obra de Orosio sabemos que en la noche del 31 de diciembre del año 406 los suevos, vándalos y alanos atravesaban el Rin, se derramaban por la Galia y, después de arrollar a los francos, de un solo empujón llegaban hasta los montes Pirineos. La prefectura de las Galias había sido trasladada poco antes (401-402) a Arlés, lo que prueba que se había renunciado a defender el norte. Todo el territorio estaba desguarnecido y fue horriblemente saqueado. Estilicón, retenido en Italia por Alarico y Radagaiso, nada pudo o nada quiso hacer para evitarlo. Sólo Tolosa resistió merced a la decisión y prudencia de su obispo Exuperio. Un pretendiente al imperio, Flavio Claudio Constantino, que se había alzado en las islas Británicas, desembarcó en las Galias y, unido con los francos y alamanos, luchó y aun venció a los bárbaros en la Galia meridional. Pero esta unión ilusoria de romanos y francos fue, en el sentir de Orosio, más perjudicial que beneficiosa para los intereses del imperio.
La barrera de los Pirineos estuvo defendida durante cerca de tres años por “dos jóvenes hermanos, nobles y ricos, Dídimo y Veriniano", que no sólo rechazaron el gobierno de Constantino que se prepararon para impedir el paso de los bárbaros. Ambos hermanos, reclutaron al efecto tropas entre sus siervos y patrocinados y las asentaron en los pasos de la montaña, alimentándolas a su costa. Constantino envió contra ellos a su hijo Constante, antiguo monje, al frente de tropas francas y alamanas federadas. Desde este momento comienzan las desgracias de las Hispanias. Pues, una vez muertos los hermanos Didimo y Veriniano que defendían los Pirineos con sus tropas privadas, se autorizó a las tropas auxiliares que saquearan la Tierra de Campos como pago a su ayuda, y se les encomendó tras ello la vigilancia de los pasos pirenaicos expulsando de allí a la fiel y eficaz guarnición de las gentes del país.  Estas tropas auxiliares acabaron por abrir las puertas de España a los bárbaros que desde el año 407 vagaban por la Gala meridional. La invasión tuvo lugar el 20 de septiembre o el 13 de octubre del año 409, según Hidacio. Después de atravesar los Pirineos navarros, se dispersaron pronto por toda la España occidental.
A esta defensa de los Pirineos, de los años 407-409, se debe referir la epístola de Honorio publicada por vez primera en 1945. Una misiva dirigida a las milicias de Pamplona que llevada desde Roma por el patricio Sabiniano, según se expresa en la rotulación de la misma. En ella se comunica la oferta del emperador de ascensos sin citar expresamente a la ciudad de Pamplona.

## Autoría de la loa a Pamplona
El texto fue escrito probablemente por un clérigo y adopta reminiscencias bíblicas; la datación de la redacción original está discutida. Para el profesor Ángel Martín Duque habría habido «una participación directa o indirecta del obispo Sisebuto en la preparación del códice». Apunta a que los detalles de incluir un obituario de prelados pamploneses del siglo X y de la toma de posesión de la sede del propio Sisebuto en el 988 serían argumentos que explicarían tal participación.

## El género laudatorio
Desarrollado en la Baja Edad Media, este tipo de creaciones proviene de la antigüedad clásica y su uso fue muy extendido, encontrándonos con textos similares con elogios de Castilla (Poema de Fernán González y Speculum Regum de Álvaro Pelayo), de Valencia en Eiximenis, de la Casa de Aragón en Muntaner o del Reino de Aragón en Fabricio Vagad, entre tantos otros.
El laude, en un ejercicio de significación simbólica alejado de una descripción realista, ensalza las raíces romano-cristianas de Pamplona a la que llega comparar con Roma. Es un elogio similar a otros surgidos en Europa occidental en las mismas fechas y utilizado para reafirmar la identidad de una naciente monarquía pamplonesa.

## El texto
| Texto latino | Texto latino |
| --- | --- |
| Hic locus prouidus factus a Deo, ab homine inuentus, a Deu electus ubi quod anni dies puteis ad inuentus. Ut singulis uicibus ad auriendum prestus sit ut nullus ab alio necessitate conpulsus auriad aquas, quia omnes proprii diferri inundant laces. Quuius mororum turres in latitudine LXIII pedum sita. In altum LXXXIII pedum surgit inmensis. Circuitu urbis mille ambitus dextris. Turrium situ numero LXVII. Quam Dominus pro sua misericordia innumerauilium martirum reliquiarum condidit artem. Quorum orationibus inter inimicas et barbaras gentes custoditur inlesam, ex quibus uigiles per multos martyrum titulos refulget lumen angelicum et antiquitus sicut per alegoriam dicitur. Si homines silebant ad uigilia martirum lapides proclamabant ad uigiles exitandas. | His locus semper uictor et pompa uirtutum. Pampilona presidium uonis, tribus angulis quoartata, ter preposita portis quattuor posticis sita, portui uicina: Greco eloquio, Pampilona, latine porta omnium dicitur. Silo flores arborum amnis orientalis flaxuoso retractos occiduo cum proximus uicinos cum plana et simplex suburbia. Deseruiat ereticis contraria resistat baceis. Huic perpetim deuet amari ut nullus ab inpugnante sentiat mali. Quamuis oppulenta Roma prestita sit romanis, Pampilona non destitit prestare suis. Nam cum mirauilis magnaque regio fructifera aliorum regionum hic rastris effosa terra quas ab amna reducunt. Montes in circuitu eius et Dominus in circuitu populi sui ex hoc nunc et usque in seculum. Amen. |
| Traducción de Muruzábal Aguirre | Traducción de Martín Duque |
| Este lugar propicio, creado por Dios y hallado por el hombre, ha sido señalado por Dios allí para que consideréis todos los días del año el valor del descubrimiento. Que se encuentre encaminado en cada momento hacia la riqueza, que en ninqún caso sea empujado de la abundancia a la miseria, por ninguna desgracia, para que los bienes propios cubran todas las escaseces. Se alza majestuoso este lugar cuyas murallas tienen torres de 63 pies de anchura y 84 pies de altura: y el perímetro de la ciudad alcanza las 1.000 diestras. El número de las torres es de 67. A esta ciudad Dios, por su misericordia, concedió el tesoro de las reliquias de innumerables mártires, con cuyas oraciones es conservada salva entre gentes hostiles y bárbaras, y con cuyos cuidados, por los muchos méritos de los mártires, brilla la luz de los ángeles según se dice alegóricamente desde antiguo. Si los hombres callasen para olvido de los mártires. las piedras proclamarían su recuerdo. Este lugar es siempre vencedor y esta y adornado por las virtudes. Pamplona, residencia para los justos está delimitada por tres ángulos, tiene colocadas tres puertas y 4 postigos, Es apta como refugio. Se dice en griego Pamplona, en latín puerta de todos. Omito las flores de los árboles: un río serpenteante desde el Oriente se aleja hacia el Occidente, ya entre las aldeas próximas, ya por los alrededores llanos y solitarios. Apártese de los herejes: resístase, contraria, a los vascones. Perpetuamente se le debe amar para que nadie se encuentre ser tenido por enemigo. Como la opulenta Roma ha sido salvaguarda por los romanos. Pamplona no ha dejado de estar alzada para los suyos. Esta maravillosa y gran región es fructífera entre otras regiones, pues aquí, con el trabajo de rastrillos y con canales, se reconducen las aguas desde los ríos a tierra abierta. Como los montes rodean la ciudad. Dios protege al pueblo, ahora y por siempre. | Este lugar providencial hecho por Dios, hallado por el hombre, elegido por Dios, encontrado donde hay tantos pozos como los días del año. Para que en todas las ocasiones se pueda saciar y cualquiera, urgido por la necesidad, se satisfaga de agua. Se alza imenso con sus torres mutadas de un grosor cifrado en 63 pies, una altura de 84, un recinto urbano con mil “diestras” de perímetro, con el número preciso de 67 torres. El Señor por su misericordia la fundó como un baluarte de reliquias de innumerables mártires, por cuyas oraciones la guarda ilesa entre gentes bárbaras y enemigas, y de ellas, por los muchos efluvios tutelares de los mártires, refulge una luz angelical, como desde antiguo se dice por alegoría: “Si los hombres callaran en su guardia, los sepulcros de los mártires clamarían para reanimar a los centinelas”. Este lugar siempre victorioso y dechado de virtudes, Pamplona, baluarte para los buenos, enmarcada por tres ángulos, dispuesta tres veces por puertas, centrada por cuatro rutas, próxima a un collado de montaña, Pamplona en lengua griega, se interpreta en latín como puerta de todos. Silencio las flores de los árboles del río que desde oriente tiene ceñidas suavemente hacia occidente las vecindades próximas, siendo el suburbio llano y apacible. Se opone a los herejes, se alza contra los “baceos”. Debe amársela perpetuamente para que nadie se duela por quien la combate. La fuerza que la opulenta Roma haya comunicado a los Romanos, no deja de infundirla Pamplona a los suyos. Pues siendo una grande y admirable región, fecundadora de otras regiones, esta tierra socavada por cauces que provienen del río. Los montes están a su alrededor y el Señor está en torno a su pueblo por los siglos de los siglos, amén. |

Según Muruzábal, el documento está escrito en un latín desastroso, lo que dificulta su interpretación.
Hay discrepancias en la fecha de la redacción original del documento y en la interpretación de la palabra vaceis utilizada en el mismo como los enemigos de Pamplona.

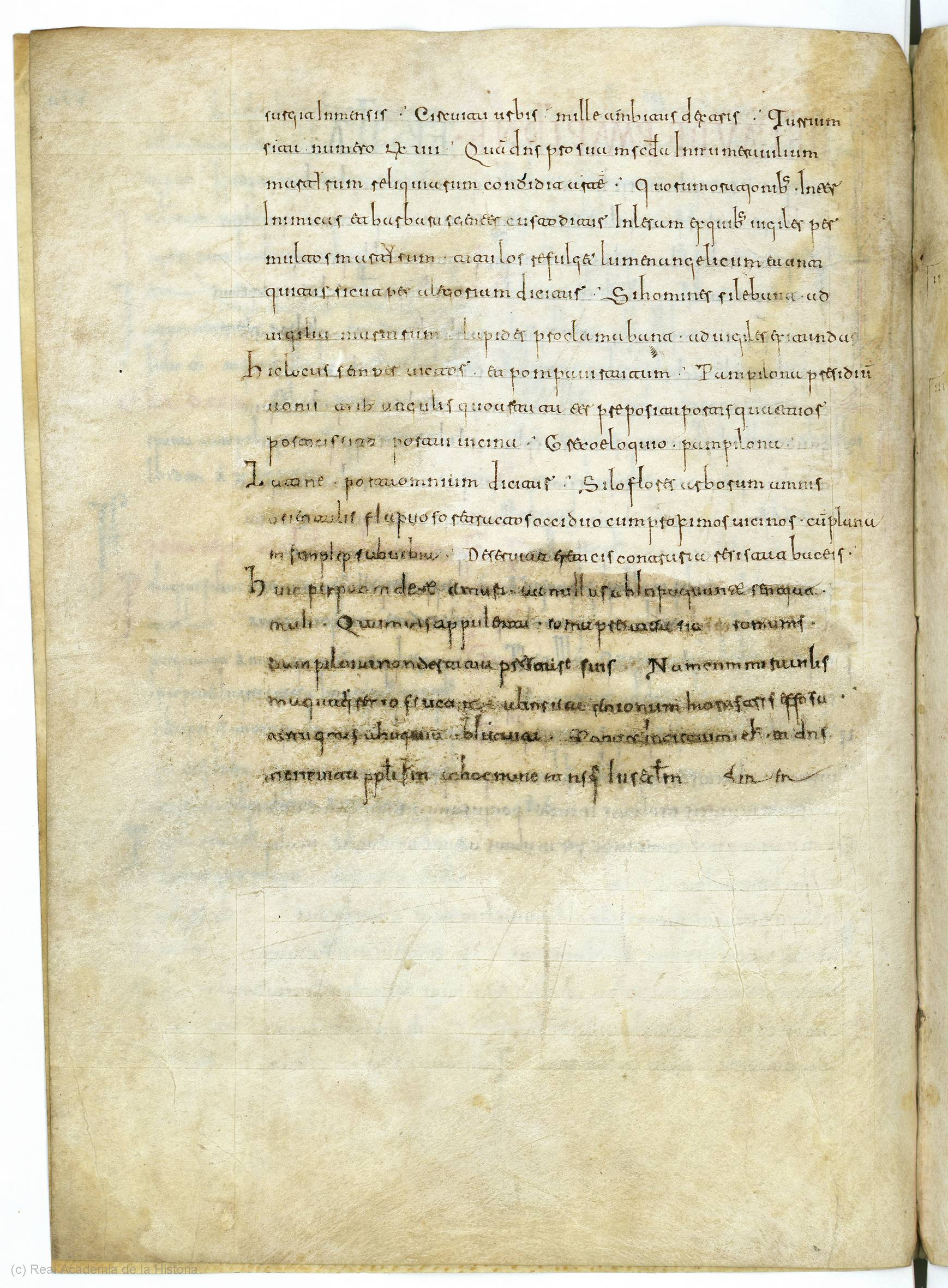
De laude Pampilone (c. 990) del Códice de Roda, f. 190v (Biblioteca de la Real Academia de la Historia, ms. 78)

## Datación del documento
Diversos autores lo datan en época visigoda: José María Lacarra, Armando Besga Marroquín y Koldo Larrañaga Elorza.
Para Muruzábal, Martín Duque y Jimeno Aranguren, el texto es del siglo X, creado para legitimar la naciente monarquía pamplonesa.

## Baceos- Vascones o bárbaros
Para algunos autores "baceos" se interpreta como "vascones".

Pero lo que hace a la identidad de esas gentes bárbaras y enemigas que mantenían en vilo a la comunidad cristiana pamplonesa, apenas puede haber dudas -habida cuenta, sobre todo, la referencia posterior del texto a los Bac[c]ei- sobre que se trataba del mundo vascón hostil que rodeaba a la ciudad del Arga, mundo -éste- que, desde la reducción Vaceei - Vascones de San Isidoro en sus Etymologiae[18], se recubre no pocas veces bajo esa denominación en los textos tardoantiguos[19] y altomedievales[20]. 

[18]Conviene advertir, sin embargo, que no fue San Isidoro el primero que confundió a las 'vaccei meseteños con los vascones; parecida confusión hallarían algunos autores en Plutarco, quien, al hablar de las operaciones de Mételo y Pompeyo contra Sertorio en el año 15 a. de C, hace invernar al fundador de Pompaelo en territorio de los Vaccei, siendo así que Pompeyo se retiró por las trazas, al de los Vascones.
Koldo Larrañaga Elorza

Más significativo aún es el hecho de que Pamplona fuera una ciudad visigoda situada en la frontera con los vascones independientes de la época de los reinos germánicos. El único documento pamplonés proveniente de esta época -el De laude Pampílone-, pese a su carácter de alabanza a la manera del famoso Laus Spaniae de San Isidoro (que parece haberlo inspirado), muestra claramente las preocupaciones defensivas de los habitantes de la capital navarra (la mayor parte de la breve composición responde a esa angustia) e identifica a los enemigos de la ciudad: los vascones.
Armando Besga Marroquin

Muruzábal también traduce vascones con diferente interpretación: 

Si en una frase se habla de resistir a los vascones, no es porque éstos asediasen la ciudad - Antes bien, toda la frase es de carácter religioso y habla de «apartarse de los herejes» y de resistir a los «vascones», a los que se supone como gentes desconocedoras del latín, difíciles de predicar en lengua sagrada, y hasta faltos del bautismo y sacramentos.
JM Muruzábal Aguirre

El profesor Miranda García «apunta a que el empleo del término baceos no supondría sino otro recurso literario clasicista» para referirse a los vascones.